# ФАИ (кола)
ФАИ (Форд А Ижорског завода) је совјетски лаки оклопни аутомобил из периода пре Другог светског рата.

## Историја
Обзиром на велике удаљености у Русији, не изненађује што су оклопна кола била популарна током грађанског рата и касније. Прва совјетска оклопна кола БА-27 направљена су 1928. у Ижорском заводу, комбинацијом шасије првог совјетског камиона Ф-15 (руска верзија камиона Фијат-15) и куполе првог совјетског тенка Т-18. Велики напредак у развоју оклопних кола у СССР настао је 1931. добијањем лиценце за производњу Фордових возила : Форд А теретни аутомобил и Форд АА камион 4x2 од 1.5 тоне. Производња ових возила почела је у фабрици "Горки Ауто Завод" (ГАЗ) у Нижњем Новгороду, као ГАЗ-А (Форд-А) и ГАЗ-АА (Форд-АА). Шасија аутомобила ГАЗ-А била је основа за развој лаких оклопних аутомобила: прва таква возила била су Д-8 и веома сличан Д-12, произведени у малом броју током 1931-1932, али их је убрзо заменило усавршеније возило ФАИ.

## Карактеристике
ФАИ је био сличан оклопном аутомобилу Д-8 (иста шасија), али је имао малу куполу са једним митраљезом ДТ калибра 7.62 mm. Радио-апарата није било. Укупно 676 ових возила направљено је 1932-1936. ГАЗ-А шасија била је донекле преоптерећена тежином ФАИ, тако да је нова шасија ГАЗ-М1 са јачим мотором уведена чим је постала доступна: тако је најпре произведено још 76 модернизованих ФАИ-М (ФАИ са шасијом новијег аутомобила ГАЗ-М1), а затим ново возило БА-20.

## У борби
Као други најбројнији оклопни аутомобил Црвене армије (после БА-20), ФАИ је коришћен у Шпанском грађанском рату 1936-1939. (као део совјетске војне помоћи, углавном као извиђачко возило), у Зимском рату 1939-1940. и у раним фазама Операције Барбароса све до 1943. Њихов оклоп од 6 mm давао је мало заштите, наоружање од само једног митраљеза било је слабо, а покретљивост ван пута била је ограничена погоном 4x2, док је недостатак радија отежавао извиђачку службу.